# Gonioplectrus hispanus
Gonioplectrus hispanus, vrsta morske ribe iz porodice vučica (Serranidae), jedini je predstavnik u svome rodu.

## Ime i opis
U raznim narodnim nazivima poznata je prevedeno kao „španjolska zastava”, u aluziji na boje crvenih i žutih pruga koje se pružaju od glave prema repu. Ovaj naziv koristi i FAO, i vernakularan je na Kubi, Portoriku, SAD-u,  i Naraste maksimalno do 30cm. Leđnih bodlji ima osam a na prednjoj strani analne peraje ima mrlju krvavo crvene boje. 

## Rasprostranjenost
Ova vrsta rasprostranjena je u zapadnom Atlantiku od brazilske države Vitoria pa preko Meksičkog zaljeva i Kariba do obale Sjeverne Karoline.

## Komercijalna verijednost
U komercijalnom ribolovu je rijetka pa za nju ne postoji ni službeni trgovački naziv, a status zabrinutosti je niska.